# Montserrat Pons Vallès
Montserrat Pons Vallès (Manresa, Bages, 21 de juny de 1951) és una investigadora catalana.
Llicenciada (1973) i doctora en matemàtiques (1984) per la Universitat de Barcelona, es va iniciar com a docent a l'Institut Lluís de Peguera i a la desapareguda Escola Badia Solé (antiga Joviat). L'any 1975 va iniciar la seva vinculació a la UPC, concretament a l'Escola Tècnica Superior d’Arquitectura de Barcelona, fins a l'any 1982 quan va entrar a formar part del projecte de l'Escola Politècnica Superior d’Enginyeria de Manresa. Al llarg de la seva trajectòria també ha estat docent a la Facultat de Matemàtiques i Estadística de la UPC, vicerectora de coordinació d’estudis, coordinadora de les PAU a la UPC i presidenta de tribunals de PAU. Es va jubilar l'any 2021 després de 50 anys dedicats a la docència en diferents àmbits.
Pel que fa al vessant investigador, és experta en teoria de jocs i forma part del GRTJ - Grup de Recerca en Teoria de Jocs de la UPC, referent internacional en àrees específiques com ara els sistemes de votació i els jocs cooperatius així com en les seves aplicacions. La seva producció científica inclou llibres, articles de revista, comunicacions a congressos, etc.
També durant els anys 1999-2003 va intervenir en la política municipal de la ciutat de Manresa com a regidora d’Universitats i Noves Tecnologies dins el govern de Jordi Valls i Riera. Pel què va al vessant més personal la música és una de les seves passions. Va estudiar violí, va tocar deu anys en una orquestra i actualment segueix cantant a l'Orfeó Manresa.